# Rhesala grisea
Rhesala grisea är en fjärilsart som beskrevs av George Francis Hampson 1916. Rhesala grisea ingår i släktet Rhesala och familjen nattflyn. Inga underarter finns listade.